# Tornados im Mittleren Westen der Vereinigten Staaten im Dezember 2021

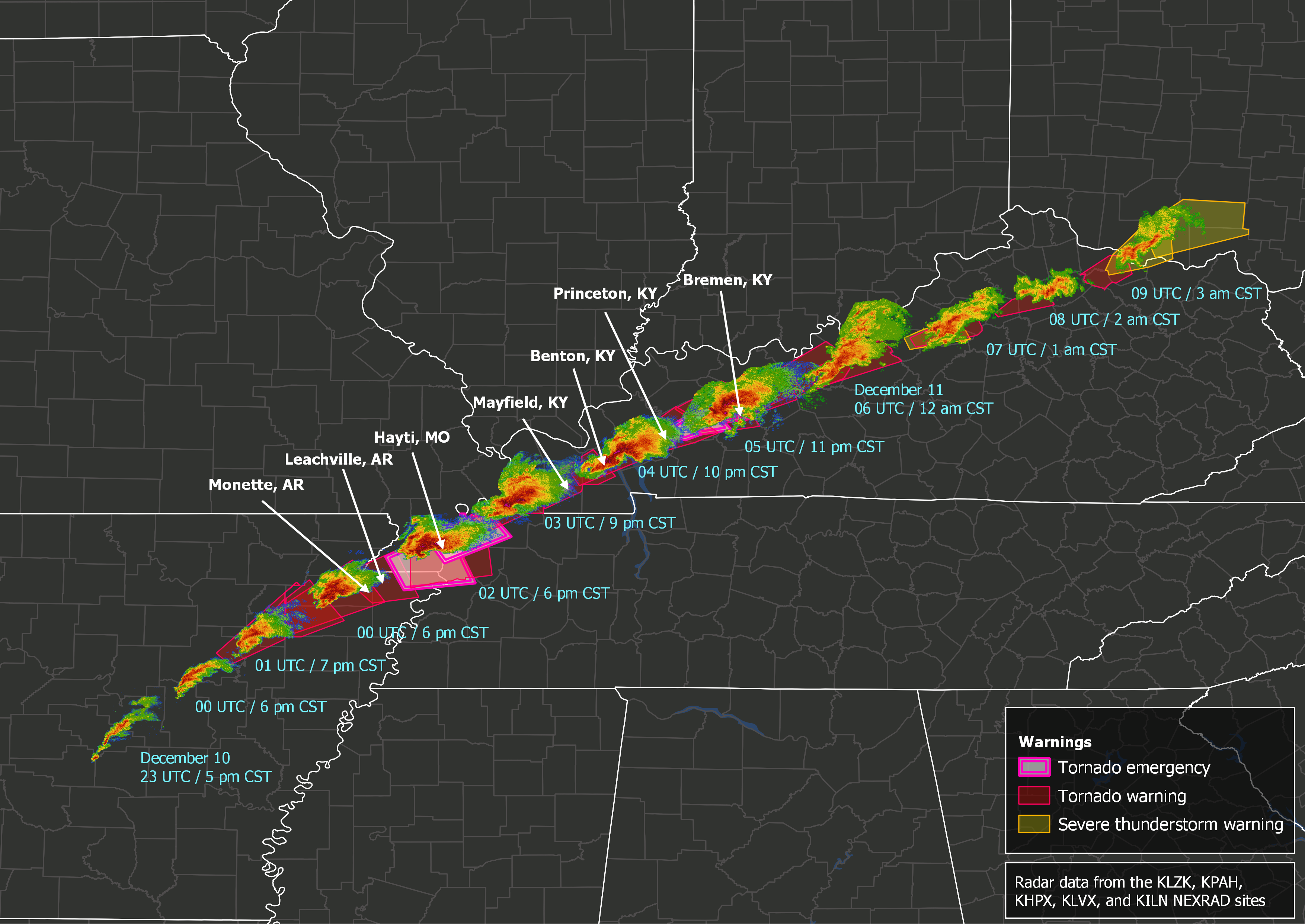
Radarcollage mit den Tornados

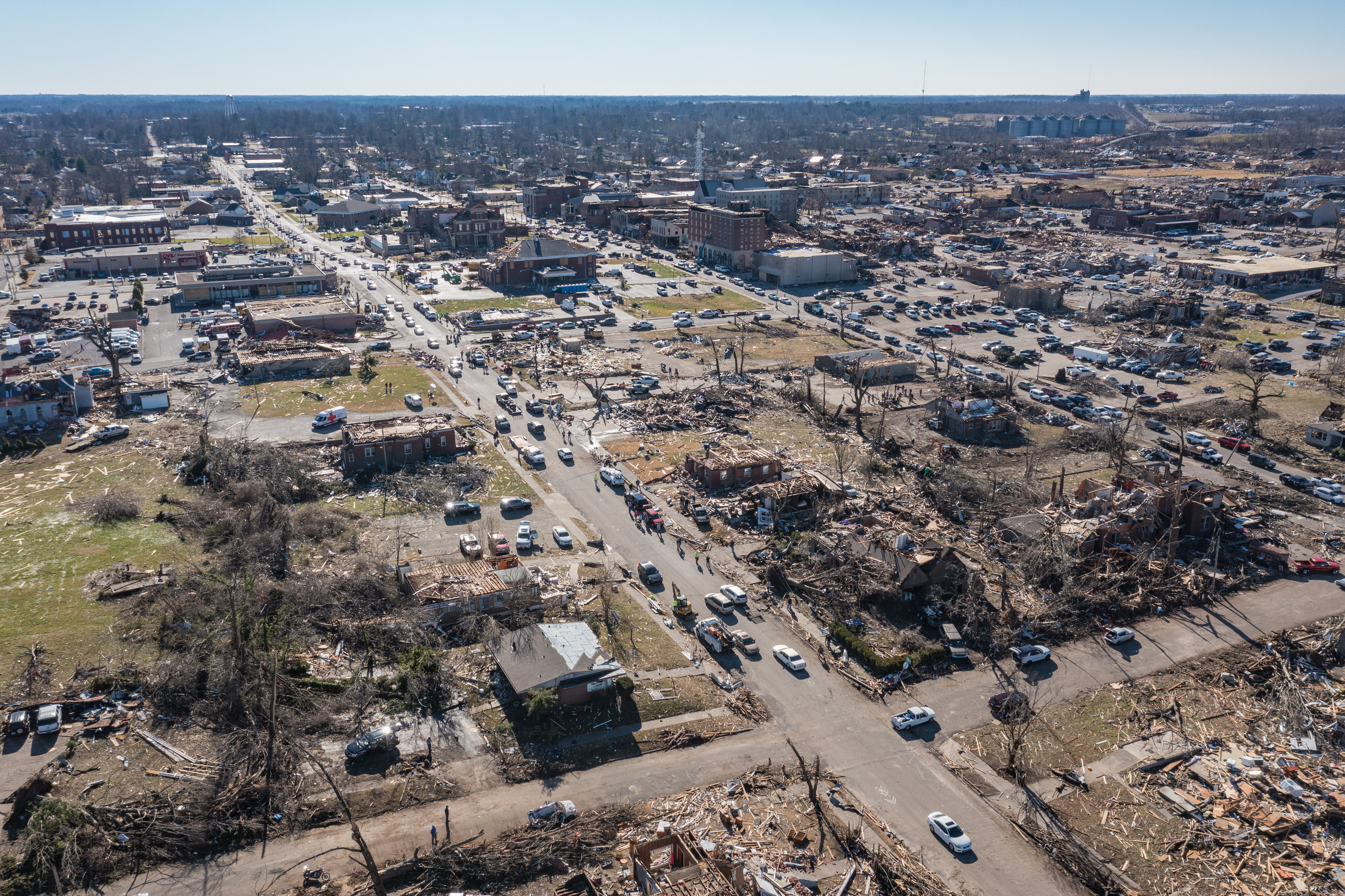
Zerstörtes Mayfield nach der Tornadoserie

Die Tornados im Mittleren Westen der Vereinigten Staaten ereigneten sich in der Nacht vom 10. Dezember auf den 11. Dezember 2021. Es gab 90 Tote.

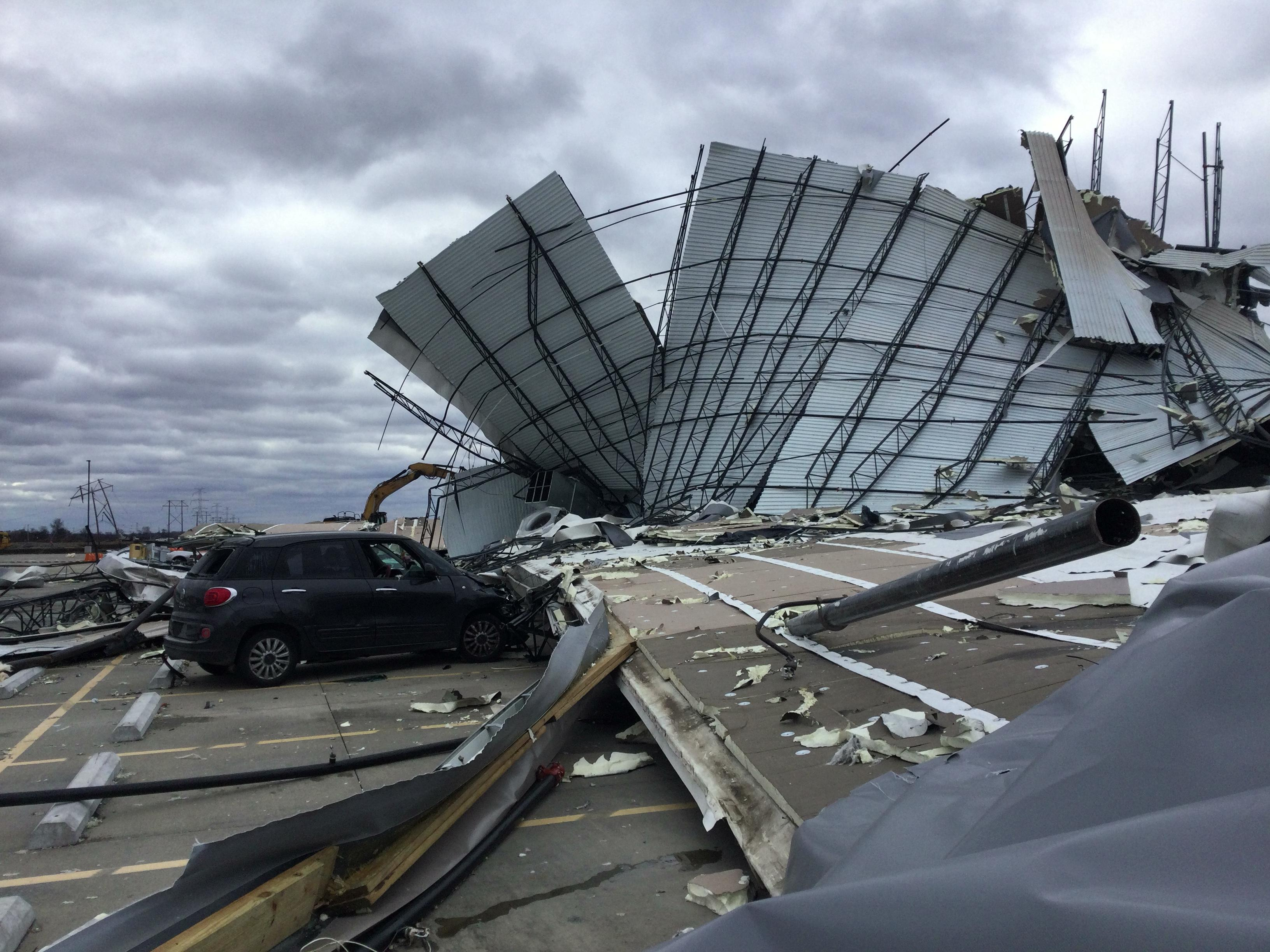
Zerstörtes Amazon-Gebäude in Pontoon Beach-Edwardsville in Illinois

## Verlauf
Die Tornado-Ereignisse begannen in Arkansas und Missouri und zogen dann nach Illinois, Tennessee und Kentucky weiter. Die Tornados passierten unter anderem die Städte Monette und Hayti. Bis zum 11. Dezember wurden in Arkansas und Tennessee mindestens 52 Menschen getötet, während Hunderte unter eingestürzten Gebäuden eingeschlossen wurden. In Edwardsville in Illinois stürzte ein Teil des Daches eines Verteilzentrums des Onlinehändlers Amazon ein und tötete mindestens 6 Menschen. Besonders schwer getroffen wurde die Stadt Mayfield in Kentucky, wo über 50 Menschen starben.
Dieser Tornadoausbruch fand in der Spätsaison statt.

## Tornados
Es gab 68 Tornados.
| Bestätigt Total | Bestätigt F0 | Bestätigt F1 | Bestätigt F2 | Bestätigt F3 | Bestätigt F4 | Bestätigt F5 |
| 70              | 17           | 29           | 15           | 6            | 2            | 0            |

## Opfer
| Staat     | Opfer | County      | Opfer |
| --------- | ----- | ----------- | ----- |
| Arkansas  | 2     | Craighead   | 1     |
| Arkansas  | 2     | Mississippi | 1     |
| Illinois  | 6     | Madison     | 6     |
| Kentucky  | 75    | Caldwell    | 4     |
| Kentucky  | 75    | Fulton      | 1     |
| Kentucky  | 75    | Graves      | 21    |
| Kentucky  | 75    | Hopkins     | 17    |
| Kentucky  | 75    | Lyon        | 1     |
| Kentucky  | 75    | Marshall    | 2     |
| Kentucky  | 75    | Muhlenberg  | 11    |
| Kentucky  | 75    | Taylor      | 1     |
| Kentucky  | 75    | Warren      | 16    |
| Missouri  | 2     | St. Charles | 1     |
| Missouri  | 2     | Pemiscot    | 1     |
| Tennessee | 4     | Lake        | 3     |
| Tennessee | 4     | Obion       | 1     |
| Gesamt    | 89    |             |       |

## Hilfen
Es gab Katastrophenhilfe und humanitäre Hilfe durch das Amerikanische Rote Kreuz, die Heilsarmee und World Vision. Sie sammelten auch Spenden für die betroffenen Regionen.
Am 11. Dezember stimmte US-Präsident Joe Biden einer Katastrophenerklärung des Bundes für den Bundesstaat Kentucky zu. Biden erklärte auch, dass er Notstandserklärungen für andere Staaten genehmigen würde, wenn sie diese wollen. Der Gouverneur von Kentucky, Andy Beshear, rief den Ausnahmezustand für Teile des westlichen Kentucky aus. Beshear kündigte auch die Einrichtung eines Tornado-Hilfsfonds an und forderte die Menschen auf, Blut zu spenden, da das gespendete Blut während der gesamten Pandemie knapp wurde.

Satellitenanimation

## Kritik
Nach dem Ausbruch kam es zu Kritik am Großhändler Amazon, da die Mitarbeiter aufgrund des Handyverbots keine Hilfe alarmieren konnten und auch die Flucht von der dortigen Chefin untersagt worden sein sollte.

## Reaktionen
Der US-Präsident Joe Biden äußerte sich bestürzt über die Ereignisse:
„Ich verspreche Ihnen, was immer gebraucht wird – was immer gebraucht wird – die Bundesregierung wird einen Weg finden, es bereitzustellen.“